# Ringelspitz
Le Ringelspitz est une montagne des Alpes glaronaises en Suisse. Culminant à 3 247 mètres d'altitude, c'est le point culminant du canton de Saint-Gall. Il est situé à la frontière entre ce canton et celui des Grisons.